# Карабущине
Карабу́щине — село в Україні, у Берестинському районі Харківської області. Населення становить 146 осіб. Орган місцевого самоврядування — Красненська сільська рада.
Після ліквідації Кегичівського району 19 липня 2020 року село увійшло до Красноградського (Берестинського) району.

## Географія
Село Карабущине знаходиться на лівому березі Багатеньки, правої притоки річки Багата. Вище за течією на відстані 4 км розташоване село Калинівка, нижче за течією на відстані в 4 км розташоване село Краснянське. Річка в цьому місці пересихає. По річці протікає пересихаючий струмок з декількома загатами.

## Історія
1920 — дата заснування.
Під час організованого радянською владою Голодомору 1932—1933 років померло щонайменше 96 жителів села.

## Економіка
- Молочно-товарна ферма.

## Об'єкти соціальної сфери
- Клуб.